# Excés enantiomèric

Els dos enantiòmers de l'àcid làctic.

L'excés enantiomèric, simbolitzat sovint per ee, és el valor absolut de la diferència de les fraccions molars, o de massa, dels dos enantiòmers d'un compost químic en una mescla.
Si hom té en una mescla els dos enantiòmers, simbolitzats per {\displaystyle (+)\!\!-\!\!E} i {\displaystyle (-)\!\!-\!\!E}, d'un determinat compost químic {\displaystyle E}, i les seves fraccions molars són {\displaystyle x_{(+)}} i {\displaystyle x_{(-)}}, respectivament, l'excés enantiomèric {\displaystyle ee} és:
{\displaystyle ee=|x_{(+)}-x_{(-)}|}
essent les fraccions molars les fraccions del nombre de mols de cada enantiòmer, {\displaystyle n_{(+)}} i {\displaystyle n_{(-)}} respecte del nombre de mols totals, {\displaystyle n_{(+)}+n_{(-)}}. Això és:
{\displaystyle x_{(+)}={\frac {n_{(+)}}{n_{(+)}+n_{-}}}\quad \quad \quad x_{(-)}={\frac {n_{(-)}}{n_{(+)}+n_{-}}}\quad \quad \quad x_{(+)}+x_{(-)}=1}
L'excés enatiomèric es pot expressar en forma de percentatge multiplicant per cent. En lloc de fraccions molars es poden emprar mols o masses, ja que ambdós enantiòmers tenen la mateixa massa molar. Les fórmules són:
{\displaystyle \%\,ee=|x_{(+)}-x_{(-)}|\cdot 100={\frac {|n_{(+)}-n_{(-)}|}{n_{(+)}+n_{(-)}}}\cdot 100={\frac {|m_{(+)}-m_{(-)}|}{m_{(+)}+m_{(-)}}}\cdot 100}
El percentatge d'excés enatiomèric d'una mescla racèmica, on ambdós enantiòmers hi són presents en la mateixa proporció, és del 0 %. Per altra banda, ⁣una dissolució que només contengui un dels dos enantiòmers té un percentatge d'excés enantiomèric del 100 %.